# Pardal-pequeno
Pardal-do-mato, pardal-de-sobrancelha-ruiva ou pardal-pequeno (nome científico: Gymnoris dentata, antiga nomenclatura: Petronia dentata) é uma espécie de ave da família Passeridae.
Pode ser encontrada nos seguintes países: Benim, Burkina Faso, Camarões, Chade, Costa do Marfim, Eritreia, Etiópia, Gâmbia, Gana, Guiné, Guiné-Bissau, Iémen, Mali, Mauritânia, Níger, Nigéria, República Centro-Africana, Senegal, Serra Leoa, Sudão, Togo e Uganda.
Os seus habitats naturais são: savanas áridas e matagal árido tropical ou subtropical.